# Ану Хатан
„Кралица Ану“ или „Госпожа Ану“ (на монголски: Ану хатан) е дъщеря на Очирту Цецен Хаан от Хошууд и съпруга на Галдан бошигт хаан от Джунгария (на китайски: 準噶爾; на монголски: Зүүнгар).
Умира, спасявайки съпруга си от вражеско обкръжение по време на битката при Зуунмод на река Терелж през 1696 г.